# Шапаренко Олександр Максимович
Олекса́ндр Макси́мович Шапаре́нко (нар. 16 лютого 1946, Степанівка, Сумська область) — український радянський веслувальник, байдарочник, дворазовий олімпійський чемпіон.
Олександр Шапаренко виступав на трьох олімпіадах. На Олімпіаді в Мехико він завоював золото в двійці на дистанції 1000 метрів та срібло в одиночці. На мюнхенській Олімпіаді Шапаренко здобув золоту медаль в одиночці знову ж на дистанції в 1000 метрів. На монреальській Олімпіаді завершив перегони п'ятим.

## Спортивна кар'єра
- Радянський спортсмен (веслування на байдарці), заслужений майстер спорту (1966).
- Дворазовий чемпіон Олімпійських ігор у Мюнхені (1972) в байдарці-одиночці на дистанції 1000 м і на байдарці-двійці в Мехіко (1968),
- Срібний призер олімпійських ігор 1968 року на байдарці-одиночці на дистанції 1000 м,
- 7-кратний чемпіон світу: 1 966 (байдарка-одиночка, байдарка-двійка; 1000 м), 1970 (байдарка-одиночка; 1000 м), 1973 (байдарка-одиночка; 10000 м), 1977 (байдарка-четвірка; 10000 м), 1978 (байдарка-четвірка; 10000 м), 1979 (байдарка-четвірка; 10000 м),
- Срібний призер чемпіонатів світу: +1974 (байдарка-одиночка; 10000 м), 1977 (байдарка-четвірка; 1000 м),
- Бронзовий призер чемпіонатів світу: 1966 (байдарка-четвірка; 1000 м), 1971 (байдарка-одиночка; 1000 м), 1973 (байдарка-одиночка; 1000 м), 1979 (байдарка-четвірка; 1000 м),
- 3-разовий чемпіон Європи: 1967 (байдарка-одиночка; 1000 м), 1969 (байдарка-одиночка, байдарка-двійка; 1000 м),
- 23-разовий чемпіон СРСР 1967—1979 років на різних дистанціях в складі різних екіпажів. Із них 5-разовий чемпіон спартакіади народів СРСР

## Нагороди
- Звання заслужений майстер спорту СРСР (1966)
- Орден «За заслуги» II ступеня (Україна, 2012 рік) [1].
- Орден «За заслуги» (Україна) (2002) [2]

### Цитати
<<… Я не згадую про виснажливі тренуваннях, я згадую про красу ландшафту, про навколишню природу, про очищувальну силу води, і про звук падаючої краплі з весла, який в кожну пору року — різний >>
Олександр Шапаренко
«Моє покоління добре засвоїло тренерські заповіді Писарева. Тренер повинен мати свою мету, принципи, кредо і не зраджувати їм на своєму важкому шляху. Тренер повинен з повагою ставитися до спортсменів. Веслувальник — насамперед людина, яку треба розуміти і поважати навіть у тих випадках, якщо він програє відповідальні змагання. У спорті ніхто не застрахований від помилок. Важливо тільки їх не повторювати. Тренер повинен вимагати від спортсмена те, що в його силах зробити. Важливо своєчасно перевірити виконане, тоді можна надати допомогу, вникнути в труднощі, з якими спортсмен зустрівся. Без цього тренерська діяльність втрачає смисл. Спортсменів необхідно заохочувати не тільки за хороші результати, а й за відмінно проведене тренування. Ну й останнє, що хотілося б підкреслити. Тренер не той, хто планує тренування і клацає секундоміром. Насамперед — це наставник, який виховує в учня громадянську позицію, любов і відданість своїй Батьківщині, моральні якості — доброту, чесність, самопожертву. Крім мене, Писарев готував інших байдарочників. Серед його численних вихованців я назву тільки олімпійських чемпіонів — Юрія Філатова, Юрія Стеценка, Сергія Нагорного, Володимира Романовського. Підготував він і немало чемпіонів світу. Весь свій довгий шлях у збірній СРСР я пройшов під його трохи прищуреним, уважним і турботливим поглядом. І усіма своїми успіхами я зобов’язаний людським якостям і професійній мудрості свого наставника»
Олександр Шапаренко, дворазовий олімпійський чемпіон
«Своїм головним наставником я вважаю Ігоря Івановича Писарева. І до сьогодні він для мене — зразок тренера і наставника, аксіомами якого я починаю користуватися, застосовуючи їх уже у своїй тренерській практиці. Оскільки особистість тренера багато в чому визначає спортивну долю веслувальника і займає центральне місце у процесі тренування, дозволю собі більш детально зупинитися на головних якостях, притаманних Ігорю Івановичу. Передусім організованість, діловитість, вимогливість, схильність до аналізу, вміння стримувати свої емоції, управляти своїми почуттями, прагнення зрозуміти людину. Здатність постійно бачити головне. Доказовість, аргументованість, переконливість у суперечках, душевна тонкість і чуйність у спілкуванні зі спортсменами»
Олександр Шапаренко, дворазовий олімпійський чемпіон

## Відзнаки
Указом Президента України «Про відзначення державними нагородами України чемпіонів та призерів Олімпійських ігор, тренерів та організаторів спортивного руху» N 1078/2002, 29.11.2002, За значний особистий внесок у розвиток фізичної культури і спорту в Україні, досягнення найвищих спортивних результатів на Олімпійських іграх постановлено: Нагородити орденом «За заслуги» III ступеня ШАПАРЕНКА Олександра Максимовича — дворазового чемпіона та срібного призера з веслування на байдарках і каное.
Указом Президента України «Про відзначення державними нагородами України» № 755/2012 від 25.12.2012 за вагомий особистий внесок у розвиток і популяризацію фізичної культури і спорту, багаторічну сумлінну працю та з нагоди 60-річчя участі українських спортсменів в Олімпійських іграх постановлено: Нагородити орденом «За заслуги» II ступеня ШАПАРЕНКА Олександра Максимовича — дворазового чемпіона та срібного призера з веслування на байдарках і каное.
Указом президента України «Про відзначення державними нагородами України з нагоди Дня Конституції України» №274/2021 від 28 червня 2021 року
За значний особистий внесок у державне будівництво, зміцнення національної безпеки, соціально-економічний, науково-технічний, культурно-освітній розвиток Української держави, вагомі трудові досягнення, багаторічну сумлінну працю та з нагоди 25-ї річниці прийняття Конституції України постановляю: Нагородити орденом "За заслуги" І ступеня Олександра Максимовича Шапаренка - дворазового чемпіона та срібного призера з веслування на байдарках і каное